# ジガンショール県
ジガンショール県（Département de Ziguinchor）は、セネガル共和国ジガンショール州にある県。ジガンショール市とニャシア郡、ニャギス郡からなる。県都はジガンショール。